# Achiote (pigmento)

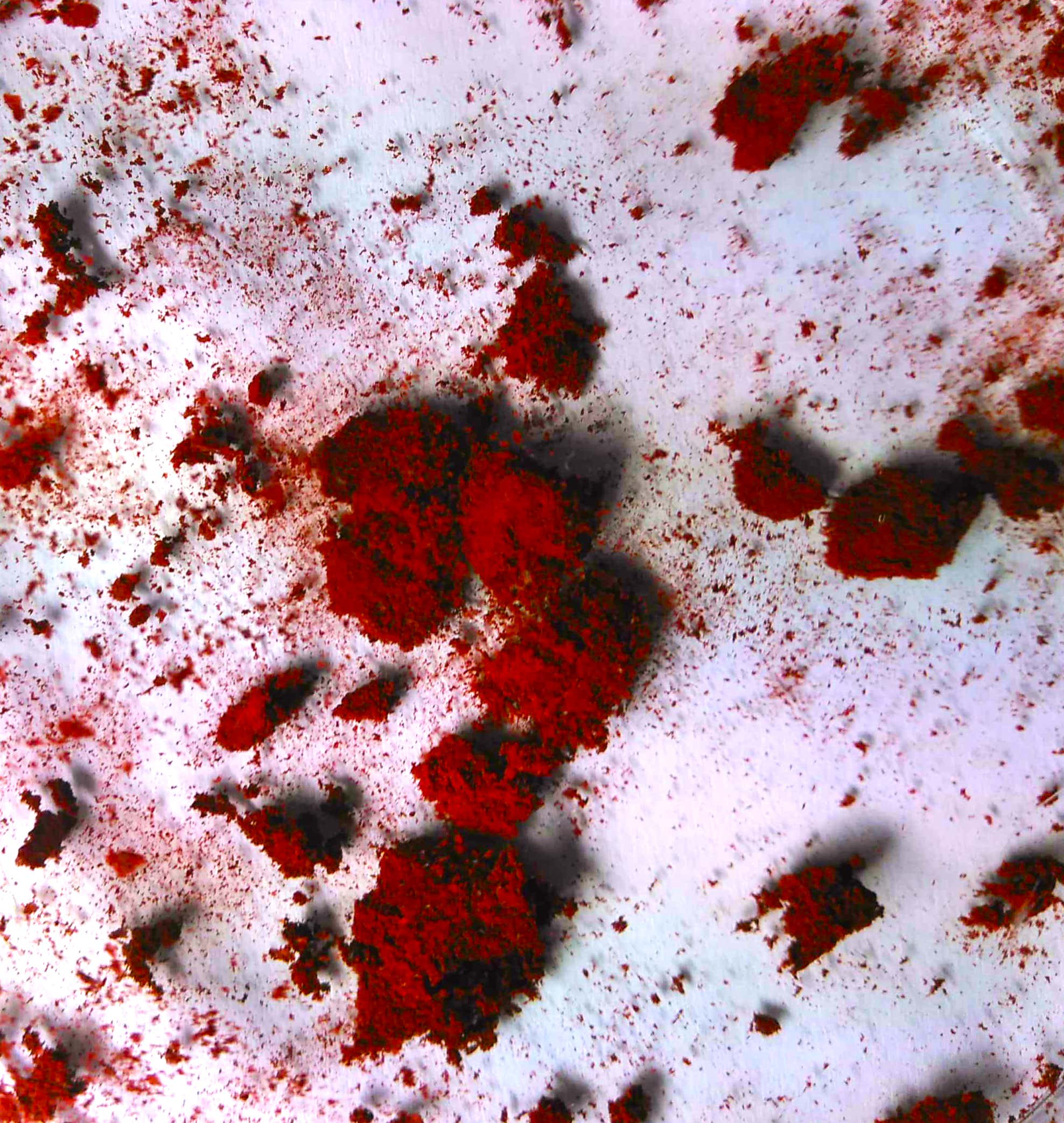
Achiote (pigmento) extraído de las semillas de Bixa orellana

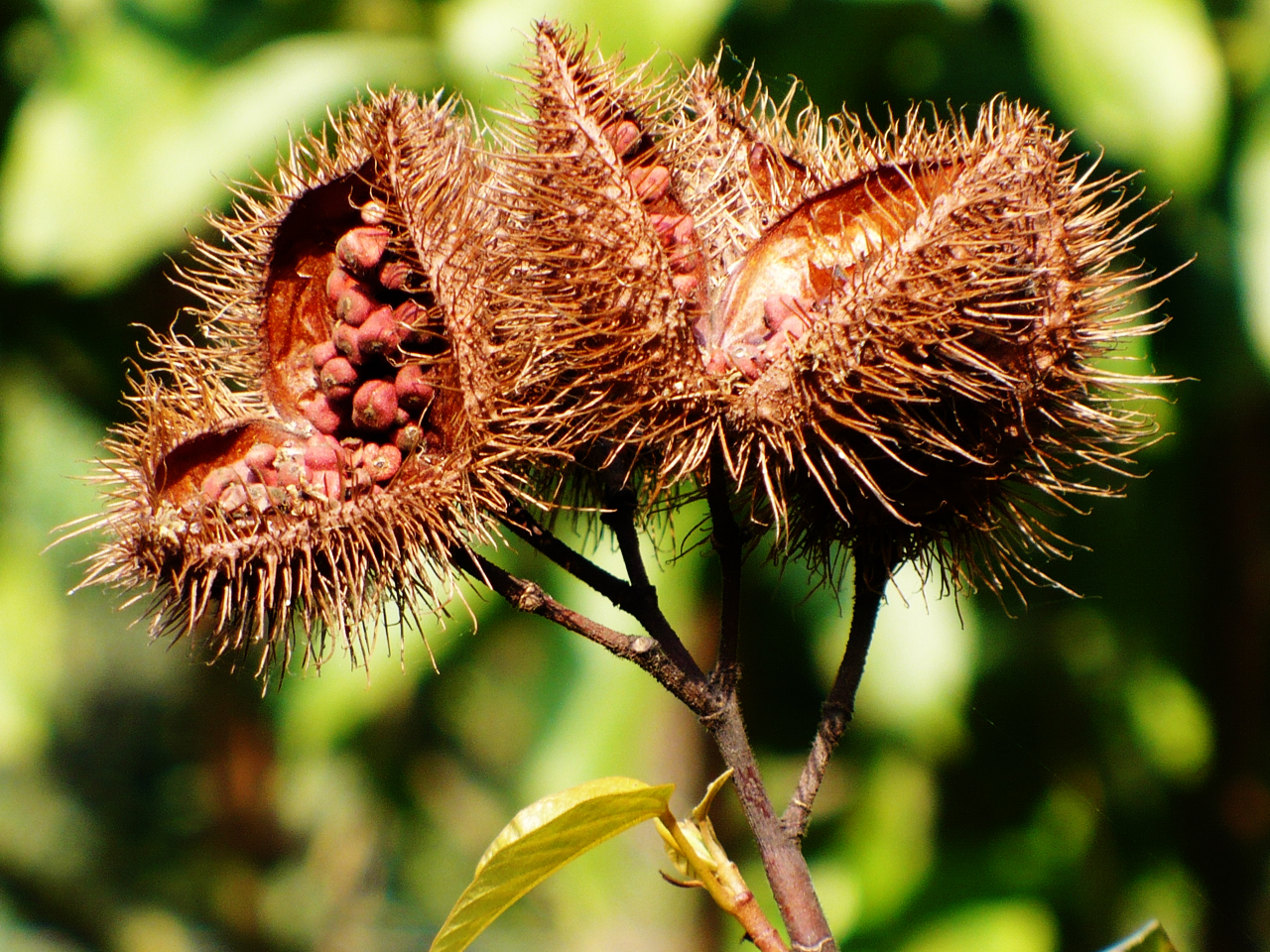
Semillas del arbusto del achiote (Bixa orellana).

El achiote (del náhuatl, āchiyōtl), llamado en Filipinas achuete e internacionalmente conocido como anato u onoto (del kariña, annatto), es un pigmento natural de color rojo amarillento, el cual se extrae de las semillas de Bixa orellana, un arbusto nativo de América tropical, y que se usa ampliamente en la industria alimentaria y cosmética. Su uso se remonta a tiempos precolombinos. Por ejemplo, los aztecas lo utilizaban para teñir textiles, como colorante corporal (por ejemplo pinta labios), y como colorante de alimentos y bebidas. Los mayas lo utilizaban como especia y colorante, por ejemplo para colorear el cuerpo en ritos religiosos, y lo asociaban con la lluvia. Además, las semillas se llegaron a utilizar incluso como moneda. Actualmente se sigue utilizando como especia en la preparación de diversos platos tradicionales en Latinoamérica. El uso industrial principal del achiote (E-160b) es en la elaboración de productos lácteos, por ejemplo para dar color a los quesos de las variantes francesas Mimolette, Fol Epi y Mamirolle, la danesa BlueNote, las inglesas Shropshire Blue y Cheddar y, en ocasiones, en la neerlandesa Gouda. También sirve como colorante en helados o salchichas. Los componentes químicos del achiote son los carotenoides bixina y su derivado nor-bixina.

## Usos como especia
Otros nombres con los que se conoce a esta especia son achiote, bixina, urucú u onoto. En Brasil, según la región, se le conoce como colorau, urucum o colorífico y se utiliza como colorante y especia en platos de carne y pescado. El achiote es frecuente en la cocina mexicana. A su vez, es parte fundamental de la cocina tanto colombiana, ecuatoriana, peruana como venezolana y juega un papel importante en la coloración característica de platos representativos como los pasteles andinos, tamales, lechona o hallacas. A su vez, hace parte del maquillaje tradicional andino ecuatoriano (Tsáchilas) colombiano y venezolano, ya que el onoto jugaba un papel fundamental en este arte cumpliendo la función de rubor, varias comunidades indígenas y campesinas a lo largo y ancho de los andes lo usan hasta el día de hoy por su color llamativo y durabilidad.

## Componentes químicos
El achiote contiene xantófila y carotenoide oxigenado. Se trata de una mezcla de los colorantes bixina y norbixina, si bien este último es resultado de la saponificación de la bixina. Según el tipo de extracción predomina una de las sustancias sobre la otra. Si se utiliza hidróxido de sodio para su extracción, también se produce sal sódica de la norbixina. El achiote se considera seguro para la salud, aunque en algunos casos el carotenoide puede generar sensaciones de náusea en personas susceptibles a este pigmento orgánico.

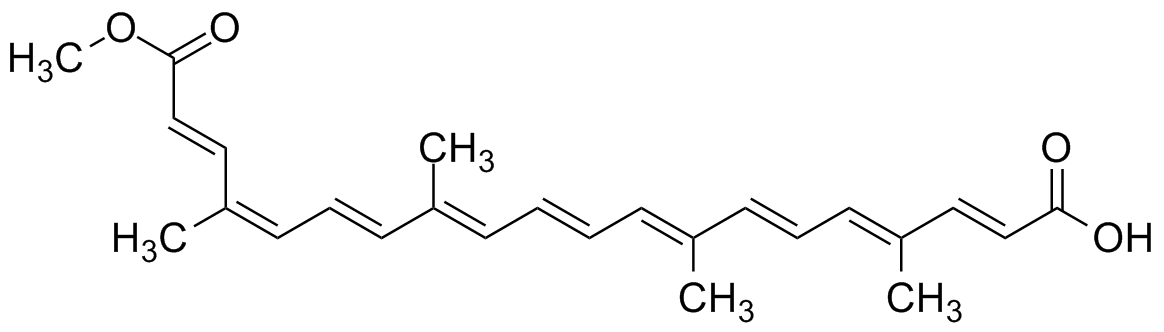
Bixina
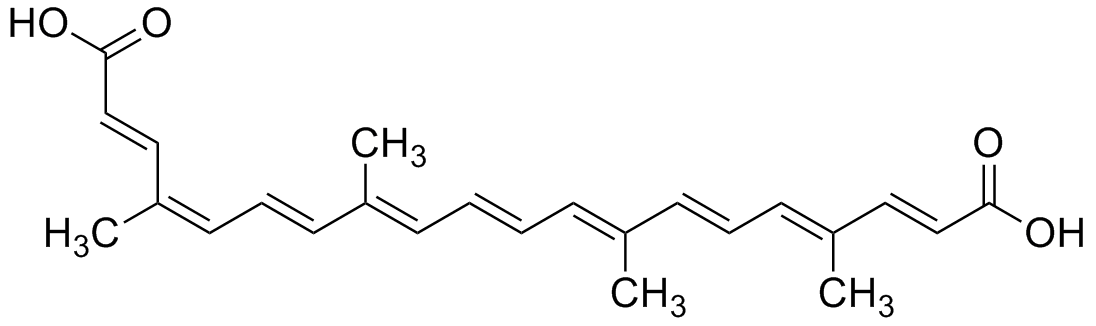
Norbixina

## Extracción
Las semillas son duras, el tegumento contiene varios apocarotenoides hidrosolubles o liposolubles y para liberarlos se deben tratar con agua o con aceite o grasa comestible calientes, respectivamente. La extracción se facilita si las semillas se muelen varias veces.